# Kejser (Rom)
Den romerske kejser var hersker og monarkisk statsoverhoved i det Romerske Kejserrige, begyndende med tildelingen af titlen Augustus til Octavian i 27. f.Kr. Udtrykket "kejser" er en moderne konvention, og eksisterede ikke som sådan under det Romerske Kejserrige. Ofte, når en given romer beskrives som værende kejser på dansk, afspejler det hans overtagelse af titlen augustus og senere basileus. Andre anvendte titler var imperator, som oprindeligt var en militær æresbevisning, og caesar, der oprindeligt var et efternavn (cognomen). Tidlige romerske kejsere brugte også titlen princeps ("den første") sammen med andre republikanske titler, særligt konsul og pontifex maximus.
En romersk kejsers legitimitet baserede sig på to centrale faktorer: kontrol over den romerske hær og Senatets anerkendelse. En kejser ville derfor normalt blive udråbt af sine tropper eller af Senatet – eller begge. De første kejsere regerede alene, mens senere kejsere nogle gange ville regere sammen med medkejsere for at sikre arven eller for at dele Kejserrigets administration mellem sig. Embedet som kejser blev anset for at være forskelligt fra en rex ("konge"). Augustus, den første kejser, nægtede resolut at blive anerkendt som monark. I de første tre hundrede år med romerske kejsere blev der gjort en indsats for at fremstille kejserne som republikkens ledere, som følge af frygt for enhver forbindelse med de konger, der regerede Rom før republikken.
Diocletians tetrarkiske reformer delte embedet i to: én kejser i Vesten og én i Østen, hvilket afstedkom at kejserne regerede i åbenlys monarkisk stil. Selvom tronfølgen generelt var arvelig, gjaldt det kun hvis der fandtes en egnet kandidat, der var acceptabel for både hæren og bureaukratiet. Princippet om automatisk arv blev således ikke indført, hvilket ofte ledte til flere tronprætendenter. På trods heraf blev elementer af den republikanske institutionsstruktur (Senatet, konsuler og magistrater) bevaret selv efter det Vestromerske Riges fald.
Konstantin den Store, som var den første kristne kejser, flyttede hovedstaden fra Rom til Konstantinopel (tidligere kendt som Byzans) i år 330 e.Kr. Romerske kejsere havde altid holdt høje religiøse embeder. Under Konstantin opstod den specifikt kristne idé om, at kejseren var Guds udvalgte hersker på jorden, en særlig beskytter og leder af den kristne kirke – en position, der senere blev kaldt caesaropavisme. I praksis blev en kejsers autoritet i kirkelige anliggender dog ofte udfordret.
Det Vestromerske Rige brød sammen i slutningen af det 5. århundrede efter adskillige invasioner fra germanske stammer. Efter kejser Julius Nepos' død i år 480 fandtes der ingen anerkendt tronprætendent til den vestlige kejsertitel. I stedet udråbte den østromerske kejser Zeno sig selv som enekejser for et, i teorien, udelt Romersk Rige (selvom han i praksis ingen magt havde i Vesten). De efterfølgende østromerske kejsere, der regerede fra Konstantinopel, titulerede sig selv som "Basileus Rhomaion" (βασιλεύς Ῥωμαίων, Basileus Romaíon på græsk), men betegnes ofte i moderne forskning som byzantinske kejsere.
Pavedømmet og de germanske kongeriger i Vesten anerkendte de østromerske kejsere indtil kejserinde Irene kom til magten i 797. Herefter skabte paven en rivaliserende linje af romerske kejsere i Vesteuropa: de Tysk-Romerske Kejsere. Disse kejsere regerede over Det Tysk-Romerske Rige i størstedelen af perioden mellem år 800 og 1806. De blev aldrig anerkendt i Konstantinopel, og deres kroninger resulterede i det middelalderlige problem med to kejsere.
Den sidste østromerske kejser var Konstantin XI Palaiologos, der døde under Konstantinopels fald til Det Osmanniske Rige i 1453. Efter erobringen af byen overtog de osmanniske sultaner titlen "Cæsar af Romerne" (kayser-i Rûm). En byzantinsk gruppe af tronprætendenter eksisterede i Kejserriget Trapezunt indtil dets erobring af osmannerne i 1461. De havde dog brugt en modificeret titel siden 1282.

## References
1. ↑  Bury 2012, s. 408.
2. ↑  Watkin 2017, s. 37.
3. ↑  Galinsky 2005, s. 13–14.
4. ↑  Williams 1997, s. 147.
5. ↑  Heather 2005, s. 28.